# Seyffarth
Seyffarth är ett tyskt efternamn, som burits av bland andra:
- Gustav Seyffarth (1796–1885), tysk egyptolog
- Ludwig Wilhelm Seyffarth (1829–1903), tysk teolog
- Traugott August Seyffarth (1762–1831), tysk teolog
- Åke Seyffarth (1919–1998), svensk skridskoåkare